# Rusticitat
La rusticitat de les plantes és un terme botànic utilitzat per descriure la seva habilitat de sobreviure a condicions adverses de creixement. Normalment es limita a debats sobre adversitats climàtiques. Així, la capacitat per tolerar fred, calor, sequera, o vent, es consideren típicament mesurades de rusticitat. En latituds temperades, el terme és més freqüentment usat per descriure resistència al fred, o rusticitat al fred i generalment es mesura per les temperatures més baixes que una planta pot suportar.
La rusticitat d'una planta es divideix en tres categories; susceptible, sensible, mitjà resistent i rústica.
Les plantes varien molt en la seva tolerància a condicions de creixement. La selecció o millorament de varietats capaces de suportar particulars formes climàtiques és una part important de l'agronomia (agricultura, horticultura). Les plantes poden rustizar-se, adaptant-se a alguna extensió de canvis del clima. Part del treball dels hivernacles consisteix en la rustització de plantes, per preparar-les a condicions posteriors de creixement en el camp.
La rusticitat vegetal es defineix per la seva extensió nativa geogràfica: longitud, latitud i elevació. Aquests atributs se solen simplificar definint la zona de rusticitat.